# Remigius Driutius
Remigius Driutius (Volckerinckhove, 1519 – Bruges, Bélgica, 1594) foi um prelado da Igreja Católica, primeiro bispo de Leeuwarden e o segundo bispo de Bruges.

## Início da vida e carreira jurídica
Em 1519, Drieux nasceu em Volckerinckhove, Condado da Flandres (hoje em Nord-Pas-de-Calais, França), filho de Remi Drieux e Catherine Fenaerts.
Ele estudou direito civil e direito canônico na Universidade de Leuven, graduando-se doutor em ambas as leis e, em 1544, tornando-se professor de direito civil. Em 1557, foi nomeado para o Grande Conselho de Mechelen, o mais alto tribunal dos Países Baixos dos Habsburgos.

## Carreira episcopal
Em 1560, Drieux foi nomeado primeiro bispo da recém-fundada diocese de Leeuwarden, sendo sua nomeação confirmada em 1561. Ele nunca tomou posse de sua sede e, em 1569, foi transferido para Bruges. Em 13 de novembro de 1569, ele recebeu a consagração episcopal em Mechelen de Maximilien de Berghes, arcebispo de Cambrai e, como co-consagradores, Cornélio Jansênio e Franciscus Sonnius .
Na noite de 28 para 29 de outubro de 1577, enquanto estava em Gante para uma reunião dos Estados de Flandres, Drieux foi preso junto com vários outros oponentes importantes da Revolta Holandesa, incluindo o bispo de Ypres, Martin Rythovius. Em 1579, ele tentou escapar do cativeiro, mas foi recapturado. Ele foi libertado em 14 de agosto de 1581, como parte de uma troca de prisioneiros, e passou um tempo como refugiado em Tournai, Kortrijk e Oudenaarde. Em 1584 pôde retornar a Bruges e retomar suas funções como bispo.
Ele morreu em Bruges em 12 de maio de 1594 aos 75 anos.